# ウィリアム・ヘイル・トンプソン

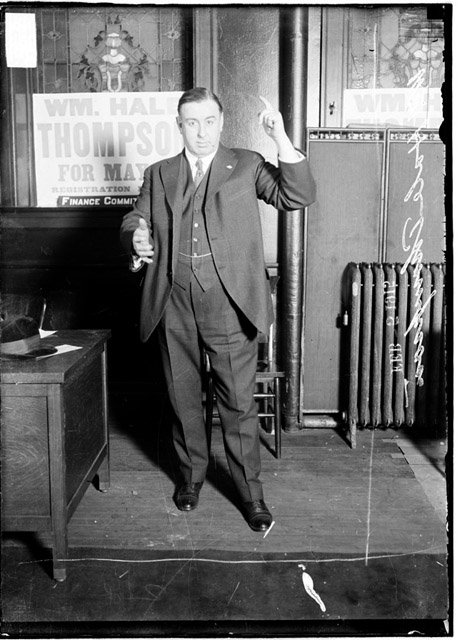
1915年

ウィルアム・ヘイル・トンプソン（William Hale Thompson, 1869年5月14日 - 1944年3月18日）はアメリカの政治家。“ビッグ・ビル”・トンプソンという通称で知られる。
ボストンの資産家の家に生まれる。若い頃はユニオン・パシフィック鉄道の制動手、牧場手伝い、カウボーイなどをして働いた。しだいに贅沢な生活がしたくなりシカゴに行き、やがて政界に入る。
貴族の未亡人と結婚しており、ヴィクトリア朝時代の名家の恩恵にあずかり、ユダヤ人女性を囲っていたという。思うがまま飲み食いをし、派手やかさが彼のトレードマークだった。女性関係にはだらしなく、選挙活動では、売春宿にたびたび出入りしていたことを認めざるをえなかった。
1915年から一期目の市長を務めたが、1923年にウィリアム・E・ディヴァーに敗れて下野した。
1927年の選挙で現職のウィリアム・E・ディヴァーをやぶり市長になった。1927年4月13日に市長として宣誓を行なう。選挙戦ではジョージ・モラン一味の支援も取りつけ、アル・カポネも26万ドルを献上した。
アル・カポネは自分がトンプソンに送った26万ドルの献金が最良の投資だったと思った。トンプソンが市長になるとカポネ組の活動は今までよりますます活発になった。事実トンプソンのお気に入りのナイトクラブの一つがシセロにあるラルフ・カポネが経営するコットン・クラブだった。この店は汚職にまみれきった政治家とギャングスターのたまり場でもあった。
1928年の大統領選に現職のクーリッジ大統領が再選に出馬しないと表明すると、共和党の次期大統領候補として売り込んだ。貸し切り列車で全国横断遊説旅行に出発し各州を回った。ニューオリンズではルイジアナ州知事になるヒューイ・ロングがトンプソンのために歓迎会を開いてくれた。この盛り上がりをニューヨーク・タイムズ紙は「ビッグビリズム」という新語を造り載せた。
トンプソンの腐敗した行政は市民の憤怒を買っていた。トンプソン政権の間に暗黒街はかつて無いほど繁栄した。巨悪犯罪も増加し、1928年にシカゴで367件の殺人があった（同時期のニューヨークの殺人は200件）。警察が何人かを逮捕し、市民からは犯罪防止のため極刑に処するべきという世論が出ても死刑は1度も行なわれなかった。トンプソン市長は財政面でもひどく赤字は3億ドル近くに達したという。市民はギャングスターがシカゴを支配していると思った。トンプソン市長のシカゴはギャングスター天国として全国に知られ笑いの種にされた。このことについてトンプソンはシカゴもニューヨークや他の大都市と同じだが、シカゴは犯罪を記事にして、他の大都市は記事にしないだけと言った。
1931年の市長選の予備選でジョン・ライルに勝利する。しかし市長選ではトニー・サーマクに大敗する。
1943年にイリノイ州知事選に出馬するが落選。翌1944年に肺炎で死亡。
映画「アンタッチャブル」にも名前だけ登場する（しかしアル・カポネの右腕であり作中では凶悪な殺し屋のフランク・ニッティに法廷内への拳銃持ち込み許可証を発行するという決して良くはない役である）。